# Kasteel Häme
Kasteel Häme (Fins:Hämeenlinna) is een middeleeuws kasteel in de naar het kasteel vernoemde Finse stad Hämeenlinna. Het kasteel ligt aan het Vanajavesimeer en was oorspronkelijk gebouw gebouw op een eiland. Rondom het centrale kasteel ligt een courtine en een slotgracht. Van de vijf torens van het kasteel zijn er vandaag de dag nog maar twee over.

## Geschiedenis
Datering van kasteel is vrij moeilijk. Volgens legende was het gebouwd tijdens de Tweede Zweedse kruistocht in de 13e eeuw. Maar zowel archeologische vondsten en geschriften uit die tijd wijzen uit dat het kasteel op zijn vroegst in 1320 is gebouwd. Vermoedelijk is het kasteel gebouwd na de invasie van Novgorod in 1311. In de 18e eeuw werd het kasteel verstevigd met een reeks bastions. Vanaf de 19e eeuw functioneerde het kasteel als gevangenis wat het bleef tot 1953 toen een groot restauratieproject begon. Sinds 1988 is het kasteel een museum.